# Хімічний завод у Малґрат-да-Мар
Хімічний завод у Малґрат-да-Мар — колишній виробничий майданчик хімічного спрямування в Іспанії, за пів сотні кілометрів на північний схід від Барселони.
У 1949 році створили компанію Productos Químicos de Malgrat (PROQUIMA). На її майданчику вироблялись механічні засоби для прибирання (на той час на основі целюлози) — так само як і зараз, після злиття 1984 року та створення Mapa Spontex Ibérica.
Втім, на першому етапі існування майданчика в Малґрат-да-Мар він також був заводом основної хімії, що станом на 1963 рік виробляв:
- сульфатну кислоту, яку отримували шляхом спалювання піритів (можливо відзначити, що з кінця 19 століття розташована на півдні Іспанії провінція Уельва була відома як виробник піритів світового значення). Відомо, що по 1971 рік PROQUIMA придбала 179 тисяч тонн піритів (варто відзначити, що це загальна статистика по Іспанії за період по 1971-й, яка не гарантує, що включені до неї компанії здійснювали закупівлі весь цей період);
- калійне добриво — сульфат калію, яке отримують шляхом взаємодії сульфатної кислоти з хлоридом калію;
- cульфат натрію (зазвичай продукт реакції сульфатної кислоти з хлоридом натрію);
- бісульфіт натрію, гіпосульфіт натрію, сульфіт натрію;
- соляну кислоту.